# Oberhof Ballenstedt

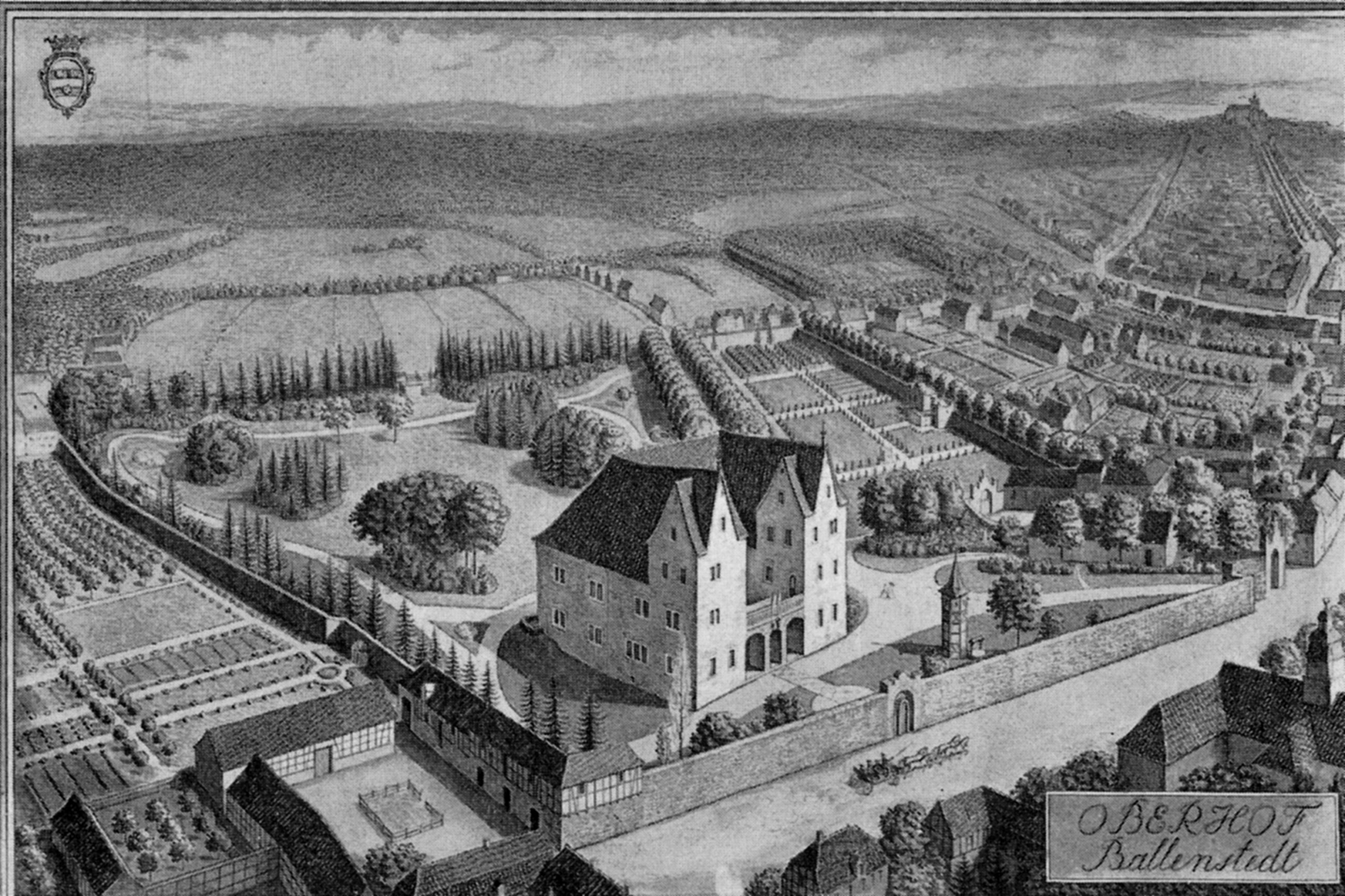
Oberhof Ballenstedt 1937, Zeichnung von Anco Wigboldus

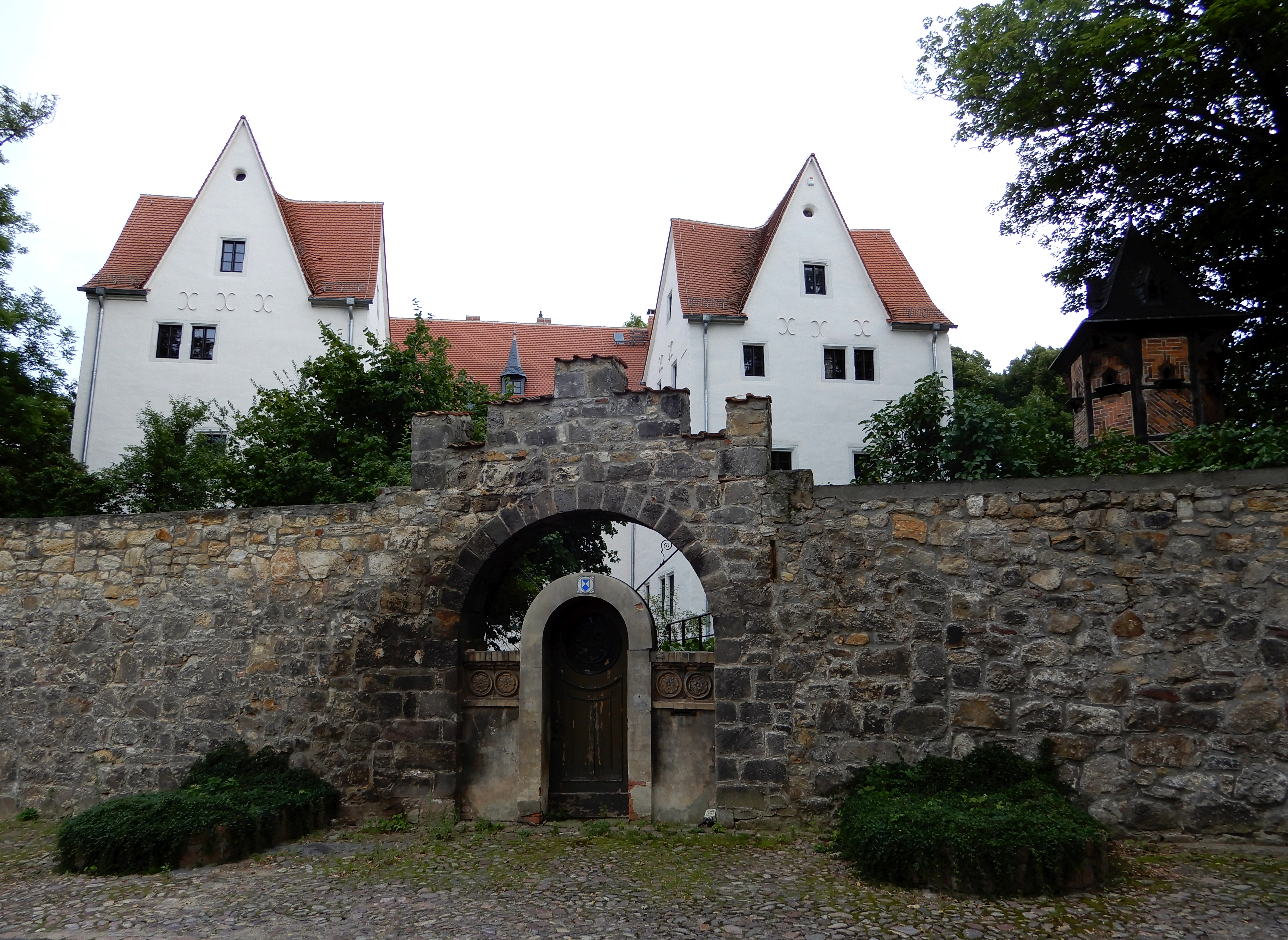
Oberhof (2017)

Der Oberhof Ballenstedt liegt in der südlichen Altstadt von Ballenstedt neben dem Rathaus.
Heutzutage ein Schlossbau, war der Oberhof einst eine befestigte Stadtburg, die sich seit ihrem Bau im 16. Jahrhundert im Lehnsbesitz ihrer Erbauer, der Herren von Stammer, befand. Deren Grabsteine und Epitaphe aus dem 16. Jahrhundert befinden sich noch in der Ballenstedter Nikolaikirche. Später gehörte es der Familie von Krosigk und ab 1825 dem herzoglichen Haus Anhalt-Bernburg.
Im Inneren des spätgotischen Dreiflügelbaus sind noch immer die Kreuzgewölbe im Erdgeschoss aus der Erbauungszeit erhalten. Der Verbindungsgang zwischen dem West- und Ostflügel wurde im 19. Jahrhundert eingefügt.
Im Jahr 1869 erwarb Armgard von Alvensleben aus dem Hause Neugattersleben den Besitz, legte den 15.000 m² großen Park an und hinterließ den Oberhof 1920 der Alvensleben´schen Familienstiftung.
Ab dem Jahre 1948 beherbergte der Oberhof eine Kindertagesstätte. Diese ist im Jahr 2002 aufgelöst worden. Heute befindet er sich wieder im Besitz der Familie von Alvensleben.
2010 wurde mit der Sanierung des Schlossbaues begonnen, welche u. a. von der Deutschen Stiftung Denkmalschutz mit 30.000 Euro gefördert wird. Die seitdem erfolgte Restaurierung umfasste die Sicherung des Dachwerks, die Sanierung der Fassaden, die konstruktive Sicherung der Schaugiebel und umfangreiche Arbeiten im Inneren. Zudem wurde der Park behutsam instand gesetzt. Heute öffnen die Bauherren das Anwesen für kulturelle Veranstaltungen und haben das ehemals vergessene Baudenkmal wieder in der Öffentlichkeit präsentiert.
Für ihr Engagement wurden die Eigentümer mit dem Denkmalpreis des Landes Sachsen-Anhalt 2023 ausgezeichnet.